# ماماک، آنکارا
ماماک (به ترکی استانبولی: Mamak) یک شهر در ترکیه است که در استان آنکارا واقع شده‌است. ماماک ۸۹۹ متر بالاتر از سطح دریا واقع شده‌است.